# Oostzaan
Oostzaan er kommune og en by i Holland i provinsen Nordholland. Kommunen har ca. 9.000 indbyggere.

## Fodnoter
1. ↑  CBS, Statline